# Confederação Brasileira de Levantamento de Pesos
A Confederação Brasileira de Levantamento de Pesos (CBLP) é o órgão responsável pela organização dos eventos e representação dos atletas de halterofilismo (ou levantamento de peso olímpico) no Brasil.
É afiliada à Federação Internacional de Halterofilismo (FIH; em inglês:  International Weightlifting Federation - IWF).

## Federações
A seguir a lista de federações filiadas a CBLP até o ano de 2015.
| UF | Federação                                                               |  |
| -- | ----------------------------------------------------------------------- |  |
| AM | Federação Amazonense de Levantamento Olímpico                           |  |
| MG | Federação Mineira de Levantamento de Pesos                              |  |
| PR | Federação Esportiva de Levantamento de Peso do Estado do Paraná         |  |
| RJ | Federação Esportiva de Levantamento de Peso do Estado do Rio de Janeiro |  |
| RS | Federação Esportiva de Levantamento de Peso do Rio Grande do Sul        |  |
|    |                                                                         |  |